# Psychoda flexistyla
Psychoda flexistyla és una espècie d'insecte dípter pertanyent a la família dels psicòdids que es troba a Àfrica.